# 럭셔리앤올
럭셔리앤올(Luxury&All)은 대한민국 모바일 명품 토탈케어 플랫폼이다.
2020년 서비스 오픈했으며 2022년 현재 롯데ON/CHIC 등과의 명품 사후 관리 협업을 진행하고 있다.

## 연혁
2020년
- 넥스트챌린지 엑셀러레이터 프로그램 2기 선정 및 시드투자유치 (11월)
- 벤처기업 등록 (12월)

2021년
- 중소벤처기업부 미래성과공유기업 선정 (2월)
- 신용보증기금 Start-up NEST 9기 선정 (3월)
- Pre-A 시리즈 투자 유치 (8월)
- Android/iOS 어플리케이션 출시 (10월)
- 현대백화점 신촌점 오프라인 스토어 오픈 (11월)

2022년
- 롯데ON 명품사후관리서비스 독점계약 (1월)
- 롯데백화점 강남점 오프라인 스토어 오픈 (3월)
- 현대시티아울렛 동대문점 오픈 (4월)
- 현대백화점 신촌점 오프라인 스토어 오픈 (5월)
- 신용보증기금 투자유치 (6월)
- AK플라자 수원점 오픈 (8월)

## 사진

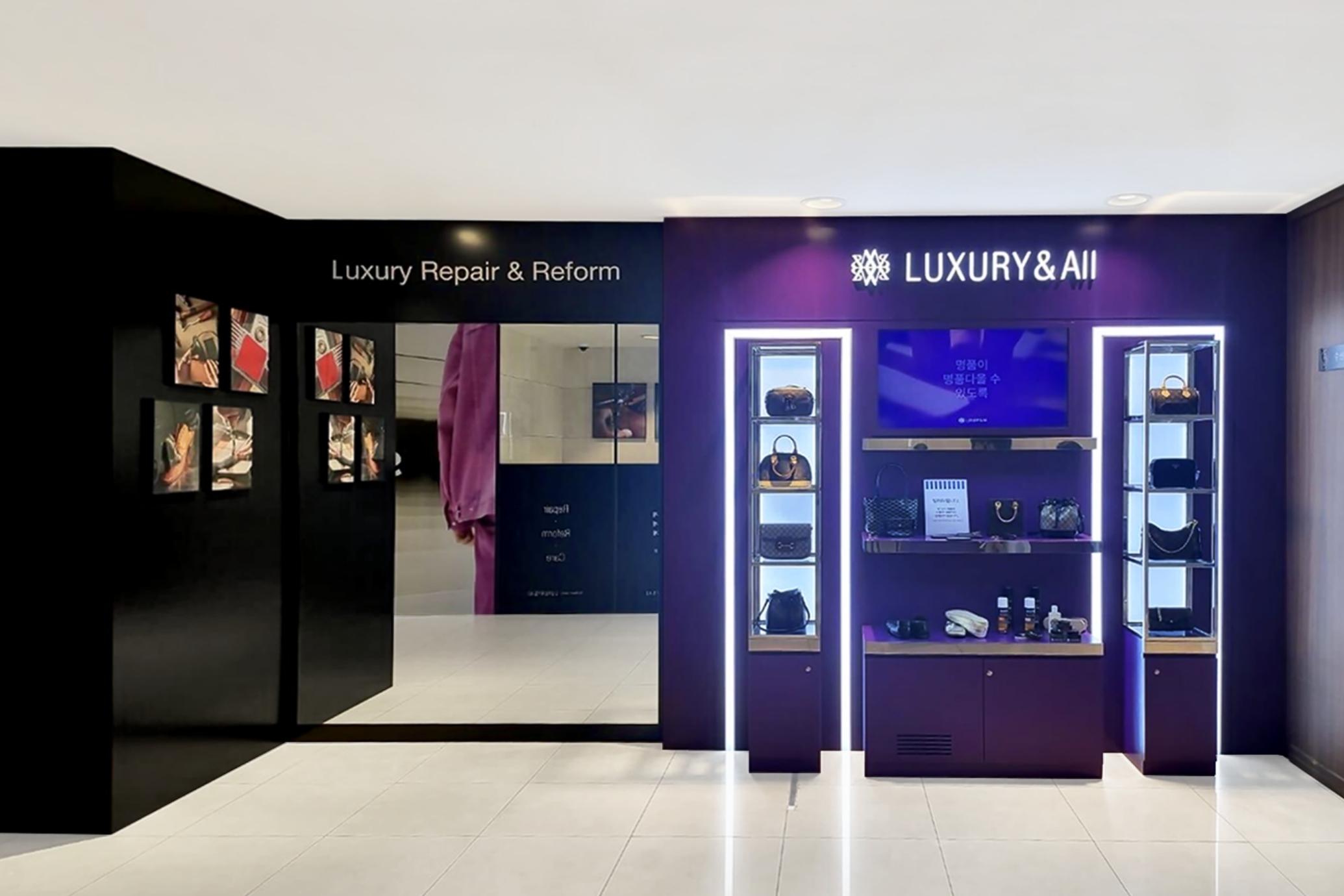
럭셔리앤올 AK플라자 수원점
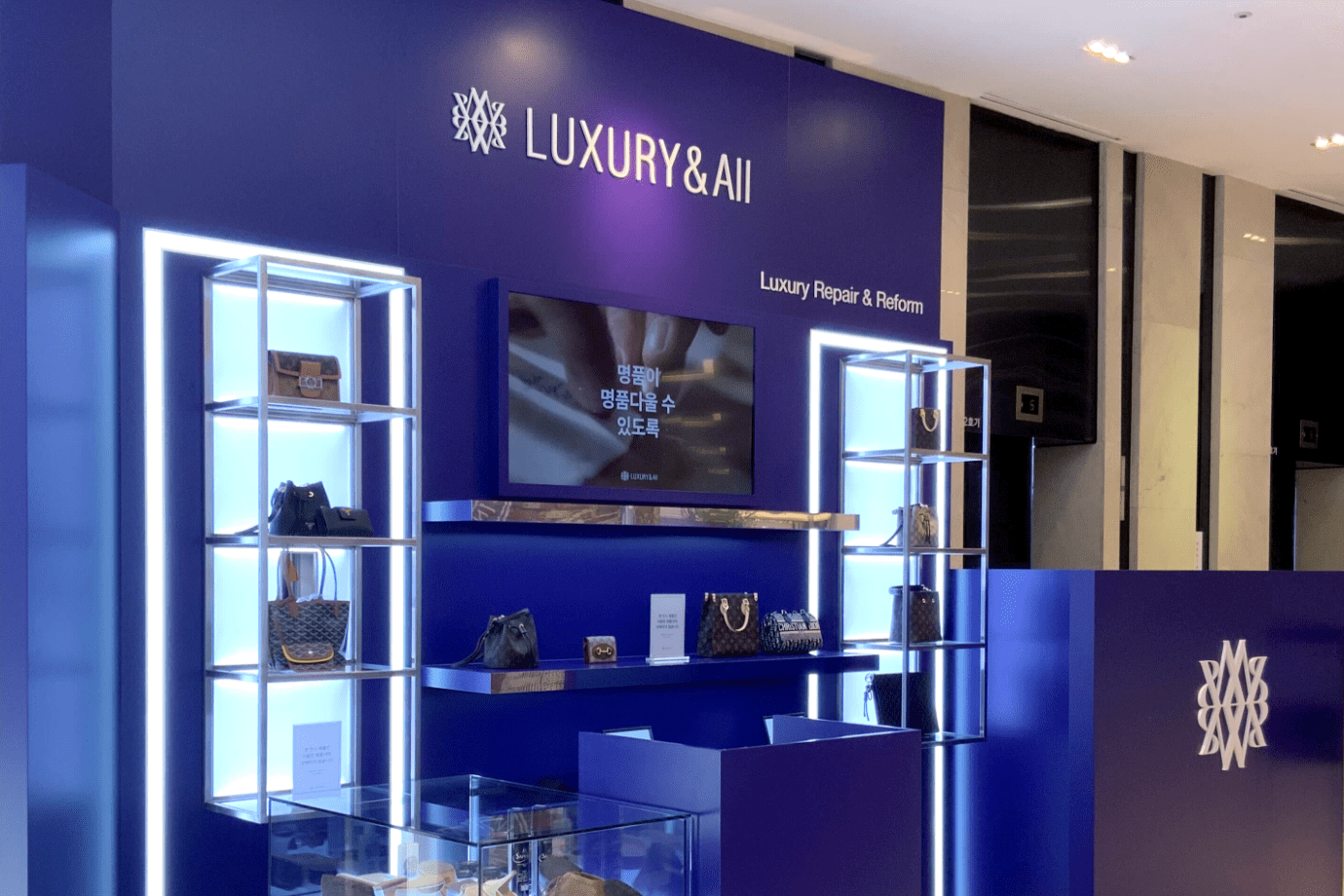
럭셔리앤올 현대백화점 신촌점
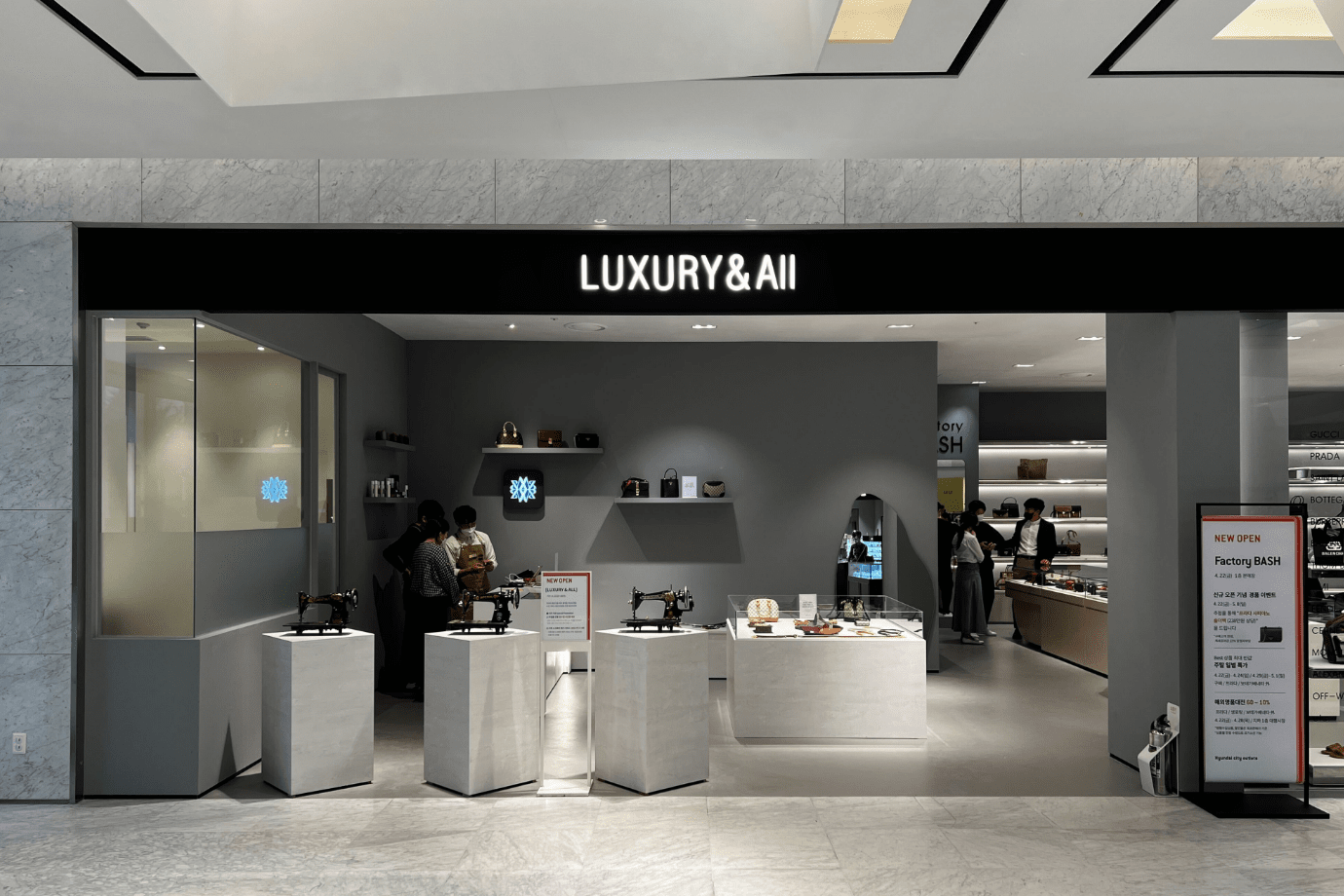
럭셔리앤올 현대시티아울렛 동대문점
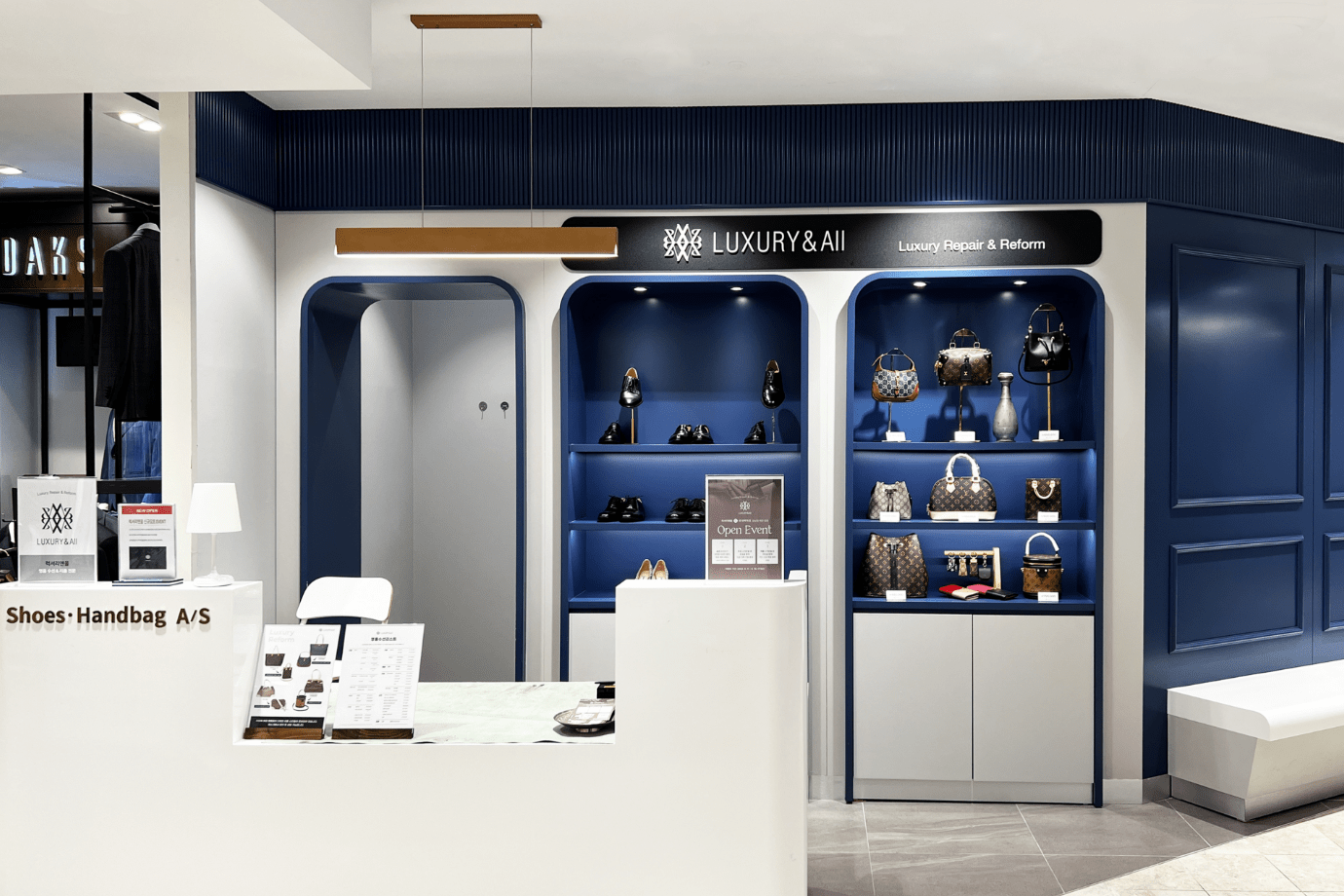
럭셔리앤올 롯데백화점 강남점